# Agrias godmani
Agrias godmani är en fjärilsart som beskrevs av Hans Fruhstorfer 1895. Agrias godmani ingår i släktet Agrias och familjen praktfjärilar. Inga underarter finns listade i Catalogue of Life.